# 소희 (2003년)
소희(본명: 김소희, 金素嬉, 2003년 8월 14일 ~ )는 대한민국의 가수로, 걸 그룹 로켓펀치의 멤버이다.

## 생애
소희는 일본 오사카부에서 태어나 경기도 김포시에서 성장했다.
2017년 울림엔터테인먼트에 입사한 후, 이듬해 PRODUCE 48에 참가하여 2차 최종 43위로 프로그램을 마감했다.
2019년 금파중학교를 졸업하고 한림연예예술고등학교 실용음악과에 입학하였다.

## 학력
- 사우초등학교 (졸업)
- 금파중학교 (졸업)
- 한림연예예술고등학교 실용음악과 (재학)

## 출연 작품

### 예능
| 연도 | 방송 | 제목       | 역할   |
| ---- | ---- | ---------- | ------ |
| 2018 | Mnet | PRODUCE 48 | 참가자 |